# Alexandre Chan Blanco
Alexandre Chan Blanco (geboren am 26. April 1993 in Pontevedra), auch Álex Chan, ist ein amerikanisch-spanischer Handballspieler, der auf der Spielposition Rückraum Mitte eingesetzt wird.

## Karriere
Er spielte zunächst neben Handball auch Basketball und Tennis. Chan spielte für den spanischen Verein Club Cisne de Balonmano, mit dem ihm in der Zweitligasaison 2019/20 der Aufstieg in die Liga Asobal gelang, aus der man aber nach der Spielzeit 2020/21, in der er 154 Tore warf, wieder abstieg. In der Spielzeit 2022/23 spielte er mit dem Verein aus Pontevedra wieder in der höchsten spanischen Liga. In der Spielzeit 2023/2024 steht Chan bei UBU San Pablo Burgos unter Vertrag, der in der División de Honor Plata antritt.
Alexandre Chan war für die spanische Jugendnationalauswahl aufgestellt. Er stand im Aufgebot der Nationalmannschaft der Vereinigten Staaten, so für die Weltmeisterschaft 2021, zu der das Team letztlich nicht antrat. Mit der Auswahl der Vereinigten Staaten gewann er die nordamerikanische und karibische Meisterschaft 2022, womit sich der Verband für die Weltmeisterschaft 2023 qualifizierte. Bei der Weltmeisterschaft 2023 war er mit 22 Toren in sechs Spielen bester Werfer seiner Mannschaft, die das Turnier nach der Hauptrunde auf dem 20. Platz abschloss. Bei der Weltmeisterschaft 2025 warf er 14 Tore in sieben Spielen und belegte mit dem Team USA den 27. Platz.

## Privates
Er studierte an der Universität Vigo. Er besitzt neben der spanischen Staatsbürgerschaft auch die der Vereinigten Staaten, da seine Mutter als Tochter galizischer Auswanderer dort geboren wurde. Sein Vater spielte Handball für SD Teucro.